# Lista de governantes da Valáquia
O Principado da Valáquia, assim como também o da Moldávia, criados em meados do século XII , ganharam força a partir do XIV, uma época pacífica e próspera na região do sudeste europeu. O príncipe Bassarabe I (c. 1310-1352), chegou mesmo a impingir uma franca derrota ao rei Húngaro, Carlos Roberto, em 1330, mas teve que submeter-se à soberania húngara, mesmo assim. O patriarca ortodoxo oriental em Constantinopla, porém, estabeleceu um centro eclesiástico na Valáquia e nomeou um metropolitano para o cargo. O reconhecimento da igreja confirmou o status da Valáquia como um principado, e a Valáquia se libertou do domínio húngaro em 1380.
No século XIV, os turco-otomanos expandiram seu império da Anatólia aos Bálcãs. Em 1352, eles cruzam o Bósforo, ali se estabelecem e em 1389 eles derrotam os sérvios em Kosovo Polje (atual Cosovo. O príncipe valáquio Mircea I (1386  1394), enviou suas tropas em auxílio aos sérvios, após a vitória o sultão Bajazeto I marchou sobre a Valáquia e aprisionou Mircea até que este se comprometesse em pagar tributo aos turcos.

## Principado da Valáquia (1247-1600)
- Litovos - (c. 1247-c. 1273), (em Oltênia)
- Seneslau - (1247),  (em Arges)
- Barbato - (1273-c. 1290), (em Oltênia)
- Tiomiro da Valáquia - (c. 1290-c. 1310)

### Casa de Bassarabe
| #                                                                        | Nome                |                     | Início do reinado                            | Fim do reinado                               | Cognome(s)                                                | Notas |
| ------------------------------------------------------------------------ | ------------------- | ------------------- | -------------------------------------------- | -------------------------------------------- | --------------------------------------------------------- | --- |
| 1                                                                        | Bassarabe I         |                     | 26 de Julho de 1324                          | 31 de Agosto de 1352                         | O Fundador                                                | Fundador da dinastia e do Principado. Derrotou o Rei da Hungria na Batalha de Posada de 1330, pondo fim ao domínio húngaro. |
| 2                                                                        | Nicolau Alexandre   |                     | 31 de Agosto de 1352                         | 16 de Novembro de 1364                       |                                                           | Submeteu-se à suserania de Luís I da Hungria. |
| 3                                                                        | Ladislau I          |                     | 16 de Novembro de 1364                       | 7 de Junho de 1377                           |                                                           | No final de 1369, enfrentou vitoriosamente, apoiado pela Transilvânia, a primeira incursão turca no Principado. Melhorou as relações com a Hungria. Cunhou as primeiras moedas de prata. |
| 4                                                                        | Radu I              |                     | 16 de Novembro de 1364                       | Entre 1 de Janeiro e 31 de Agosto de 1383    |                                                           | Radu é considerado um dos príncipes mais ativos da História da Valáquia, visto que construiu um grande número de igrejas, como a de Tismana, o mosteiro de Cozia e o de Cotmeana, sendo este último o mais importante. Foram construídas também as Catedrais de de Severin (c. 1380) e Arges e o Mosteiro católico de Târgoviște.                                                              |
| 5                                                                        | Dan I               |                     | Entre 1 de Janeiro e 31 de Agosto de 1383    | 23 de Setembro de 1386                       |                                                           | Nova tensão nas relações com a Hungria. |
| 6                                                                        | Mircea I            |                     | 23 de Setembro de 1386                       | Novembro de 1394 ou Maio de 1395             | O Velho , O Grande                                        | Irmão de Dan I. 1º reinado. Durante o seu reinado, a Valáquia atingiu a sua maior extensão. Promoveu o desenvolvimento económico e o comércio, e renovou os privilégios que os seus antecessores tinham dado aos habitantes de Braşov. Apoiou também a Igreja e formou um sistema de alianças com a Polónia e a Hungria. Foi encarcerado pelo Império Otomano, após lhe recusar pagar tributo. |
| 7                                                                        | Vlad I              |                     | Novembro de 1394 ou Maio de 1395             | 24 ou 31 de Janeiro de 1397                  | O Usurpador                                               | Marioneta do Império Otomano, tomou o trono da Valáquia durante o cativeiro de Mircea. Possivelmente filho de Dan I. |
| 6                                                                        | Mircea I            |                     | 24 ou 31 de Janeiro de 1397                  | 31 de Janeiro de 1418                        | O Velho , O Grande                                        | 2º reinado. A derrota de Bajazeto I por Timur Lenk em Ankara, no Verão de 1402, abriu um período de anarquia no Império Otomano que Mircea aproveitou para organizar, conjuntamente a Hungria, uma campanha contra os turcos. Participou nas lutas pelo trono do Império Otomano. |
| 8                                                                        | Miguel I            |                     | 31 de Janeiro de 1418                        | 15 de Agosto de 1420                         |                                                           | Continua o trabalho do pai, mantendo proximidade com a Hungria e a Polónia. Faleceu durante uma campanha contra o Império Otomano, não deixando descendentes. |
| 9                                                                        | Radu II             |                     | 15 de Agosto de 1420                         | 26 de Outubro de 1422                        | O Calvo                                                   | Irmão de Miguel I. 1º reinado. Enfrenta uma forte oposição do seu primo Dan, filho de Dan I, o que dá origem a uma guerra política interna. |
| 10                                                                       | Dan II              |                     | 26 de Outubro de 1422                        | 24 de Janeiro de 1427                        | O Bravo                                                   | 1º reinado. Usurpa o trono ao primo com o auxílio dos turcos. É o fundador do Ramo Ramo Dănești da Casa de Bassarabe. |
| 9                                                                        | Radu II             |                     | 24 de Janeiro de 1427                        | 6 de Abril de 1427                           | O Calvo                                                   | 2º reinado. Regressa ao trono. Falece sem descendentes. |
| 10                                                                       | Dan II              |                     | 6 de Abril de 1427                           | 1 de Junho de 1431                           | O Bravo                                                   | 2º reinado. Devido à falta de descendentes de Radu, Dan assume-se como único príncipe da Valáquia. Em 1431 a Valáquia é invadida pelos turcos. Dan morre durante uma das batalhas. |
| 11                                                                       | Alexandre I         |                     | 14 de Junho de 1431                          | 17 de Novembro de 1436                       |                                                           | Irmão de Miguel I e Radu II. |
| 12                                                                       | Vlad II             |                     | 20 de Janeiro de 1437                        | 3 de Julho de 1442                           | O Dragão                                                  | Em 1442, ausenta-se para negociar na corte otomana, de modo a obter o seu apoio para defender o Principado da Valáquia contra João Corvino, príncipe da Transilvânia. Deixou o filho Mircea como príncipe reinante da Valáquia. |
| 13                                                                       | Mircea II           |                     | 3 de Julho de 1442                           | Setembro de 1442                             | O Jovem                                                   | Em 1442, governa a Valáquia por si próprio, durante a ausência do pai. Porém, o inimigo deste, João Corvino, depõe Mircea três meses depois e coloca no seu lugar Bassarabe, filho de Dan II. |
| 14                                                                       | Bassarabe II        |                     | 3 de Julho de 1442                           | 24 de Abril de 1444                          |                                                           | Colocado por João Corvino, que apoiava o seu ramo dinástico. É porém, deposto por Vlad II, regressado de viagem. |
| 12                                                                       | Vlad II             |                     | 24 de Abril de 1444                          | Entre 23 de Novembro e 4 de Dezembro de 1447 | O Dragão                                                  | 2º reinado. Regressa de viagem e restaura-se no poder, depondo Bassarabe II. Associa Mircea ao poder em 1446. |
| 13                                                                       | Mircea II           |                     | 1446                                         | Entre 23 de Novembro e 4 de Dezembro de 1447 | O Jovem                                                   | Associado novamente ao poder, é deposto uma vez mais, desta vez definitivamente, sendo morto por João Corvino. |
| 14                                                                       | Ladislau II         |                     | Entre 23 de Novembro e 4 de Dezembro de 1447 | 17 de Outubro de 1448                        |                                                           | Irmão de Bassarabe II. Foi colocado no trono por João Corvino. |
| 15                                                                       | Vlad III            |                     | 17 de Outubro de 1448                        | 31 de Outubro de 1448                        | O Empalador                                               | 1º reinado. Depõe Ladislau II, mas este depõe-no rapidamente. |
| 14                                                                       | Ladislau II         |                     | 31 de Outubro de 1448                        | Entre 15 de Abril e 3 de Julho de 1456       |                                                           | Recupera o trono. Abdicou. |
| 15                                                                       | Vlad III            |                     | 3 de Julho de 1456                           | 26 de Novembro de 1462                       | O Empalador                                               | Chega ao poder através de Corvino, que passou a apoiar a sua causa e ramo dinástico. Este reinado é o mais longo e também o mais cruel dos três em que governou. Manda assassinar o deposto Bassarabe II (1458). Foi deposto pelo irmão, Radu. |
| 16                                                                       | Radu III            |                     | 26 de Novembro de 1462                       | 23 de Novembro de 1473                       | O Belo                                                    | Com a ajuda do Império Otomano, depõe o irmão. |
| 17                                                                       | Bassarabe III       |                     | 24 de Novembro de 1473                       | 23 de Dezembro de 1473                       | O Velho                                                   | Irmão de Bassarabe II e Ladislau II. Apoiado por Estêvão III da Moldávia. Depõe Radu III, que por sua vez o depõe no mês seguinte. |
| 16                                                                       | Radu III            |                     | 23 de Dezembro de 1473                       | 10 de Agosto de 1474                         | O Belo                                                    | Guerra dinástica: Radu III, representante dos Drăculești, contra Bassarabe III, representante dos Dănești, apoiado pela Moldávia. |
| 17                                                                       | Bassarabe III       |                     | 10 de Agosto de 1474                         | 4 de Setembro de 1474                        | O Velho                                                   | Guerra dinástica: Radu III, representante dos Drăculești, contra Bassarabe III, representante dos Dănești, apoiado pela Moldávia. |
| 16                                                                       | Radu III            |                     | 4 de Setembro de 1474                        | 5 de Outubro de 1474                         | O Belo                                                    | Guerra dinástica: Radu III, representante dos Drăculești, contra Bassarabe III, representante dos Dănești, apoiado pela Moldávia. |
| 17                                                                       | Bassarabe III       |                     | 5 de Outubro de 1474                         | 20 de Outubro de 1474                        | O Velho                                                   | Guerra dinástica: Radu III, representante dos Drăculești, contra Bassarabe III, representante dos Dănești, apoiado pela Moldávia. |
| 18                                                                       | Bassarabe IV        |                     | 20 de Outubro de 1474                        | 10 de Janeiro de 1475                        | O Jovem, O Pequeno Empalador                              | Em 1474, a Transilvânia entra na guerra apoiando a pretensão de Bassarabe IV, filho de Bassarabe II e sobrinho de Bassarabe III. |
| 16                                                                       | Radu III            |                     | 10 de Janeiro de 1475                        | 1 de Junho de 1475                           | O Belo                                                    | Falece em 1475, pondo término à guerra dinástica. |
| 17                                                                       | Bassarabe III       |                     | 1 de Junho de 1475                           | 8 de Novembro de 1476                        | O Velho                                                   | Com a morte de Radu III, sobe sem oposições, mas Vlad, o Empalador regressa do exílio e depõe-no. |
| 15                                                                       | Vlad III            |                     | 8 de Novembro de 1476                        | Dezembro de 1476                             | O Empalador                                               | Regressa ao poder após o seu longo exílio, mas a morte surpreende-o um mês após reganhar o trono. |
| 17                                                                       | Bassarabe III       |                     | Dezembro de 1476                             | Novembro de 1477                             | O Velho                                                   | Regressa uma vez mais ao trono. É deposto defintivamente pelo sobrinho, Bassarabe IV. |
| 18                                                                       | Bassarabe IV        |                     | 9 de Janeiro de 1478                         | 1 de Junho de 1480                           | O Jovem, O Pequeno Empalador                              | Recupera o trono. É deposto por uma revolta encabeçada por Mircea III. |
| 19                                                                       | Mircea III          |                     | 1 de Junho de 1480                           | 7 de Novembro de 1480                        |                                                           | Filho ilegítimo de Vlad II, organiza uma revolta que depõe Bassarabe IV e o coloca no poder. porém Bassarabe depõe-no rapidamente. |
| 18                                                                       | Bassarabe IV        |                     | 7 de Novembro de 1480                        | 8 de Julho de 1481                           | O Jovem, O Pequeno Empalador                              | Recupera uma vez mais o trono. Vê-se abraços com outra revolta que o depõe, desta vez chefiada por Vlad IV, um outro filho bastardo de Vlad II. |
| 20                                                                       | Vlad IV             |                     | 8 de Julho de 1481                           | 16 de Agosto de 1481                         | O Monge                                                   | Filho ilegítimo de Vlad II. Rebela-se contra Bassarabe IV, depondo-o. Este depõe-no no mês seguinte. |
| 18                                                                       | Bassarabe IV        |                     | 16 de Agosto de 1481                         | Entre 23 de Março e 3 de Julho de 1482       | O Jovem, O Pequeno Empalador                              | Recupera definitivamente o trono. |
| 20                                                                       | Vlad IV             |                     | 13 de Julho de 1482                          | 8 de Setembro de 1495                        | O Monge                                                   | Recupera o trono, pondo término a um período de guerras dinásticas. com apoio de Estêvão III da Moldávia. Restaurou várias igrejas e fundou outras. |
| 21                                                                       | Radu IV             |                     | 8 de Setembro de 1495                        | 23 de Abril de 1508                          | O Grande                                                  | |
| 22                                                                       | Mihnea I            |                     | Entre 23 de Abril e 9 de Maio de 1508        | Entre 12 e 29 de Outubro de 1509             | O Mau                                                     | Filho de Vlad III. Usurpa o trono aos filhos de Radu IV. |
| 23                                                                       | Mircea IV           |                     | 29 de Outubro de 1509                        | 26 de Janeiro de 1510                        |                                                           | Filho de Mihnea I. Foi deposto. |
| 24                                                                       | Vlad V              |                     | 26 de Janeiro de 1510                        | 23 de Janeiro de 1512                        | O Jovem                                                   | Irmão de Radu IV. |
| 25                                                                       | Neagoe Bassarabe V  |                     | 23 de Janeiro de 1512                        | 15 de Setembro de 1521                       |                                                           | Parentalidade incerta. Possivelmente filho do boiardo Pârvu Craiovescu ou de Bassarabe IV da Valáquia. Apogeu cultural do principado. |
| -                                                                        | Milica da Sérvia    |                     | 15 de Setembro de 1521                       | 27 de Setembro de 1521                       |                                                           | Viúva de Neagoe Bassarabe V. Torna-se regente em nome do filho, Teodósio. Usurpada por Dragomiro, filho de Vlad V. |
| 26                                                                       | Teodósio            |                     | 15 de Setembro de 1521                       | 27 de Setembro de 1521                       |                                                           | Usurpado por Dragomiro, filho de Vlad V. |
| 27                                                                       | Dragomiro           |                     | 27 de Setembro de 1521                       | 25 de Outubro de 1521                        | O Monge                                                   | Por vezes conhecido por Vlad Dragomiro, era filho bastardo de Vlad V. Usurpou o trono ao menor Teodósio e à sua tutora, Milica. |
| -                                                                        | Milica da Sérvia    |                     | 25 de Outubro de 1521                        | 22 de Janeiro de 1522                        |                                                           | Regressam rapidamente ao trono, a 25 de Outubro, graças a uma intervenção turca sob as ordens de Mehmet Beg Mihaloglu, governador de Nicópolis. São expulsos por Radu, filho bastardo de Radu IV. |
| 26                                                                       | Teodósio            |                     | 25 de Outubro de 1521                        | 22 de Janeiro de 1522                        |                                                           | Regressam rapidamente ao trono, a 25 de Outubro, graças a uma intervenção turca sob as ordens de Mehmet Beg Mihaloglu, governador de Nicópolis. São expulsos por Radu, filho bastardo de Radu IV. |
| 28                                                                       | Radu V de Afumati   |                     | 22 de Janeiro de 1522                        | 25 de Abril de 1523                          |                                                           | Filho bastardo de Radu IV. Deposto duas vezes por Maomé Bei de Nicópolis ( 24 de Abril - 22 de Junho de 1522 e entre 4 e 15 de Agosto - 16 de Outubro de 1522). É deposto em 1523 por Ladislau III, neto de Ladislau II. |
| 29                                                                       | Ladislau III        |                     | 14 de Abril de 1523                          | 25 de Abril de 1523                          |                                                           | Neto de Ladislau II. Disputa o trono com Radu V. |
| 30                                                                       | Radu VI Badica      |                     | 25 de Abril de 1523                          | Entre 19 e 27 de Janeiro de 1524             |                                                           | Filho bastardo de Radu IV e irmão de Radu V. Ocupa o trono, mas é derrubado e possivelmente morto pelo irmão. |
| 28                                                                       | Radu V de Afumati   |                     | 27 de Janeiro de 1524                        | Entre 19 e 20 de Março de 1524               |                                                           | Guerra dinástica: Radu V, representante dos Drăculești, contra Ladislau III, representante dos Dănești. |
| 29                                                                       | Ladislau III        |                     | 20 de Março de 1524                          | 18 de Março de 1524                          |                                                           | Guerra dinástica: Radu V, representante dos Drăculești, contra Ladislau III, representante dos Dănești. |
| 28                                                                       | Radu V de Afumati   |                     | 18 de Março de 1524                          | 19 de Abril de 1525                          |                                                           | Guerra dinástica: Radu V, representante dos Drăculești, contra Ladislau III, representante dos Dănești. |
| 29                                                                       | Ladislau III        |                     | 19 de Abril de 1525                          | 18 de Agosto de 1525                         |                                                           | Guerra dinástica: Radu V, representante dos Drăculești, contra Ladislau III, representante dos Dănești. |
| 28                                                                       | Radu V de Afumati   |                     | 18 de Agosto de 1525                         | 2 de Janeiro de 1529                         |                                                           | Guerra dinástica: Radu V, representante dos Drăculești, contra Ladislau III, representante dos Dănești. |
| 31                                                                       | Bassarabe VI        |                     | 6 de Janeiro de 1529                         | 5 de Fevereiro de 1529                       |                                                           | Possivelmente filho de Neagoe Bassarabe V. Nomeado chefe dos conspiradores boiardos, que decapitaram Vlad, herdeiro de Radu V. Foi rapidamente deposto. |
| Regência liderada por Neagoe, magistrado da Valáquia, e Dragan, marechal |                     |                     |                                              |                                              |                                                           | |
| 32                                                                       | Moisés              |                     | 27 de Março de 1529                          | Entre 22 de Maio e 4 de Junho de 1530        |                                                           | Filho de Ladislau III. |
| 33                                                                       | Vlad VI             |                     | 4 de Junho de 1530                           | 18 de Setembro de 1532                       | O Afogado                                                 | Filho de Vlad V. Fundou o Mosteiro Viforâta, no Condado de Dâmboviţa. |
| 33                                                                       | Vlad VII Vintila    |                     | 18 de Setembro de 1532                       | Entre 10 e 13 de Junho de 1535               |                                                           | 1º Filho legítimo de Radu IV. Colocado no trono após a morte do primo. Não teve descendência |
| 34                                                                       | Radu VII Paisie     |                     | 15 de Junho de 1535                          | 1 de Março de 1545                           |                                                           | Foi destinado à vida religiosa, deixando-a para suceder ao irmão, que não deixara descendência. Enfrentou as curtas usurpações de Barbu Neagoe (24 de Fevereiro - 18 de Abril de 1536), Serban de Izvorani (2 de Junho - 19 de Julho de 1539), e Laiota Bassarabe (27 de Abril - 2 de Junho de 1544).                                                                                          |
| 35                                                                       | Marco               | 10 de Junho de 1537 | 13 de Janeiro de 1543                        |                                              | Foi associado ao governo do pai, Radu VII, como herdeiro. | |
| 36                                                                       | Mircea V            |                     | 1 de Março de 1545                           | 15 de Novembro de 1552                       | O Pastor                                                  | 3º Filho de Radu IV. Irmão de Vlad VII e Radu VII. |
| 37                                                                       | Radu VIII           |                     | 15 de Novembro de 1552                       | 11 de Maio de 1553                           | O Cobarde                                                 | Filho de Radu V. Subiu ao trono com o apoio da Casa de Habsburgo, da Áustria. Com um exército de mercenários húngaros e polacos e os boiardos refugiados na Transilvânia, opõe-se a Mircea o Pastor,tomando-lhe o poder. É deposto no ano seguinte por Mircea V, apoiado por Alexandre IV da Moldávia.                                                                                         |
| 36                                                                       | Mircea V            |                     | 11 de Maio de 1553                           | 11 de Março de 1554                          | O Pastor                                                  | Regressa ao trono. Foi deposto por Alexandre IV da Moldávia, seu ex-aliado, que suspeitava da sua má fé. |
| 38                                                                       | Pătrașcu I          |                     | 12 de Março de 1554                          | 24 de Dezembro de 1557                       | O Bom                                                     | Filho de Radu VII. Também chamado Pedro. Tomou uma série de medidas para o crescimento económico do país. Apoiou o trabalho tipográfico do diácono Coresi, e construiu igrejas em Râmnic. |
| 36                                                                       | Mircea V            |                     | 24 de Dezembro de 1557                       | 25 de Setembro de 1559                       | O Pastor                                                  | Regressa uma vez mais, e definitivamente, ao trono. |
| -                                                                        | Chiajna da Moldávia |                     | 25 de Setembro de 1559                       | 1564                                         |                                                           | Regente em nome do filho, Pedro I. |
| 37                                                                       | Pedro I             |                     | 1564                                         | 19 de Agosto de 1568                         | O Jovem                                                   | Encarcerado pelos turcos em 1568. Falece no ano seguinte sem descendência. |
| 38                                                                       | Alexandre II        |                     | 19 de Agosto de 1568                         | 14 de Abril de 1574                          |                                                           | Filho de Mircea IV. É deposto por Vintila, um nobre rebelde. |
| 39                                                                       | Vintila             |                     | 14 de Abril de 1574                          | 3 de Maio de 1574                            |                                                           | Nobre rebelde que usurpa o trono por um mês. |
| 38                                                                       | Alexandre II        |                     | 3 de Maio de 1574                            | 28 de Setembro de 1577                       |                                                           | Recupera o trono. |
| -                                                                        | Catarina Salvaresso |                     | 28 de Setembro de 1577                       | 23 de Julho de 1583                          |                                                           | Regente em nome do filho, Mihnea II. É no entanto deposta por Pedro II, com o apoio do sultão otomano. |
| 40                                                                       | Pedro II            |                     | 23 de Julho de 1583                          | 16 de Abril de 1585                          | O dos Brincos                                             | Nomeado pelo sultão, depõe a viúva Catarina, mas dois anos depois é deposto pelo filho desta, Mihnea, que o manda assassinar em 1590. |
| 41                                                                       | Mihnea II           |                     | 16 de Abril de 1585                          | 1 de Junho de 1591                           | O Turco, O Islamizado                                     | Deposto pelos turcos, converteu-se ao Islão para obter favores, mas nunca recuperou o trono. Falece em 1601. |

### Casa de Bodano
- Estêvão I, O Surdo - (1591-1592)
- Alexandre III, o Mau - (1592-1593)

### Casa de Bassarabe
- Miguel II O Valente - (1593-1600), filho de Patrascu [nota 1]

## Período de Usurpação
Durante este período, vários são aqueles que governaram a Valáquia. Para além da competição das casas valaquianas e moldavas pelo trono, governam também vários boiardos provenientes de famílias gregas e turcas.

### Casa de Movilă
- Simão Movila - (1600-1601) (1ªvez)

### Casa de Bassarabe
- Radu Mihnea - (1601-1602), filho de Mihnea II (1ªvez)

### Casa de Movilă
- Simão Movila - (1601-1602) (2ª vez)

### Casa de Bassarabe
- Radu Serban - (1602-1610) (1ª vez), neto de Neagoe Bassarabe
- Ocupação Transilvânia:  1610-1611
- Radu Mihnea - (1611) (2ª vez)
- Radu Serban - (1611) (2ª vez)
- Radu Mihnea - (1611-1616) (3ªvez)

### Casa de Movilă
- Gabriel Movila - (1616) (1ª vez)

### Casa de Bodano
- Alexandre Ilias - (1616-1618) (1ª vez)

### Casa de Movilă
- Gabriel Movila - (1618-1620) (2ª vez)

### Casa de Bassarabe
- Radu Mihnea - (1620-1623)
- Alexandre III Coconul - (1623-1627), 1º filho de Radu Mihnea

### Casa de Bodano
- Alexandre Ilias - (1627-1629)
- ´Leão da Valáquia- (1629-1632) não dinástico
- Radu Ilias - (1632)

### Casa de Brancovan
- Matias Bassarabe - (1632-1654)

### Casa de Bassarabe
- Constantine Serban - (1654-1658), filho de Radu Serban
- Mihnea III - (1658-1659), 2º filho de Radu Mihnea

### Casa Ghica
- Jorge Ghica - (1659-1660)
- Gregório Ghica - (1660-1664)
- Radu Leão - (1664-1669), não dinástico, filho de Leão
- Antônio Voda din Popesti - (1669-1672), Não dinástico
- Gregório Ghica - (1672-1673)

### Casa Ducas
- Jorge Ducas - (1673-1678)

### Casa Cantacuzena
- Serban Cantacuzino - (1678-1688)

### Casa de Brancovan
- Constantino Brancoveanu - (1688-1714)

### Casa Cantacuzena
- Estêvão Cantacuzino - (1714-1715)

## Fanariotas(1715-1828) - Sob oImpério Otomano
A partir de 1715, o Principado passa a ser governado por Fanariotas, isto é, príncipes gregos apontados pelo Sultão Otomano.
| Retrato                           | Governante              | Início | Término | Dinastia     | Notas           |
| --------------------------------- | ----------------------- | ------ | ------- | ------------ | --------------- |
|                                   | Nicolau Mavrocordat     | 1715   | 1716    | Mavrocordato | Primeira vez    |
|                                   | João Mavrocordat        | 1716   | 1719    | Mavrocordato |                 |
|                                   | Nicolau Mavrocordat     | 1719   | 1730    | Mavrocordato | Segunda vez     |
|                                   | Constantino Mavrocordat | 1730   | 1730    | Mavrocordato | Primeira vez    |
|                                   | Miguel Racoviţă         | 1730   | 1731    | Racoviţă     | Primeira vez    |
|                                   | Constantino Mavrocordat | 1731   | 1733    | Mavrocordato | Segunda vez     |
|                                   | Gregório II Ghica       | 1733   | 1735    | Ghica        | Primeira vez    |
|                                   | Constantino Mavrocordat | 1735   | 1741    | Mavrocordato | Terceira vez    |
|                                   | Miguel Racoviţă         | 1741   | 1744    | Racoviţă     | Segunda vez     |
|                                   | Constantino Mavrocordat | 1744   | 1748    | Mavrocordato | Quarta vez      |
|                                   | Gregório II Ghica       | 1748   | 1752    | Ghica        | Segunda vez     |
|                                   | Mateus Ghica            | 1752   | 1753    | Ghica        |                 |
|                                   | Constantino Racoviţă    | 1753   | 1756    | Racoviţă     | Primeira vez    |
|                                   | Constantino Mavrocordat | 1756   | 1758    | Mavrocordato | Quinta vez      |
|                                   | Scarlat Ghica           | 1758   | 1761    | Ghica        | Primeira vez    |
|                                   | Constantino Mavrocordat | 1761   | 1763    | Mavrocordato | Sexta vez       |
|                                   | Constantino Racoviţă    | 1763   | 1764    | Racoviţă     | Segunda vez     |
|                                   | Estêvão Racoviţă        | 1764   | 1765    | Racoviţă     | Primeira vez    |
|                                   | Scarlat Ghica           | 1765   | 1766    | Ghica        | Segunda vez     |
|                                   | Alexandre Ghica         | 1766   | 1768    | Ghica        | Primeira vez    |
| Ocupação Austríaca: 1768          |                         |        |         |              |                 |
|                                   | Gregório III Ghica      | 1768   | 1769    | Ghica        |                 |
| Ocupação Austríaca: 1769-1774     |                         |        |         |              |                 |
|                                   | Alexandre Ipsilanti     | 1774   | 182     | Ipsilanti    | Primeira vez    |
|                                   | Nicolau Caragea         | 1782   | 1783    | Caradja      |                 |
|                                   | Miguel Sutu             | 1783   | 1786    | Soutzos      | Primeira vez    |
|                                   | Nicolau Mavrogheni      | 1786   | 1789    | Mavrogheni   |                 |
| Ocupação Austríaca: 1789-1791     |                         |        |         |              |                 |
|                                   | Miguel Sutu             | 1791   | 1793    | Soutzos      | Segunda vez     |
|                                   | Alexandre Moruzi        | 1793   | 1796    | Mourousi     | Segunda vez     |
|                                   | Alexandre Ipsilanti     | 1796   | 1797    | Ipsilanti    | Segunda vez     |
| Ficheiro:ConstantineHangerli.jpeg | Constantino Hangerli    | 1797   | 1799    | Hangerli     |                 |
|                                   | Alexandre Moruzi        | 1799   | 1801    | Mourousi     | Segunda vez     |
|                                   | Miguel Sutu             | 1801   | 1802    | Soutzos      | Terceira vez    |
|                                   | Alexandre Sutu          | 1802   | 1802    | Soutzos      | Segunda vez     |
|                                   | Constantino Ipsilanti   | 1802   | 1806    | Ipsilanti    |                 |
| Ocupação Russa: 1806-1812         |                         |        |         |              |                 |
|                                   | João Jorge Caragea      | 1812   | 1818    | Ghica        | segundo reinado |
|                                   | Alexandre Sutu          | 1818   | 1821    | Soutzos      | Segunda vez     |
|                                   | Scarlat Callimachi      | 1821   | 1821    | Callimachi   |                 |
| Governo Revolucionário: 1821      |                         |        |         |              |                 |
|                                   | Gregório IV Ghica       | 1822   | 1828    | Ghica        |                 |
| Ocupação Russa: 1828-1834         |                         |        |         |              |                 |

## Governo de Estatuto Orgânico (1834-1856)
- Alexandre Ghica - (1834-1842)
- George Bibescu - (1842-1848)
- Governo Revolucionário: 1848
- Barbu Stirbei - (1849-1853)

### Ocupação Austríaca1854-1856
- com Barbu Stirbei (1854-1856)

## Protetorado estabelecido peloTratado de Paris(1856-1859)
- Alexandre Ghica - (1834-1842)
- Alexandre João Cuza - (1859-1866)

## Principado da Valáquia (1859-1862)

### Casa de Cuza
- Alexandre João Cuza - (1859-1862)